# Katarzyna Zawadzka
Katarzyna Zawadzka (ur. 1984) – polska aktorka teatralna, telewizyjna i filmowa.
Największą popularność przyniosła jej rola w dramacie W imieniu diabła (2011) i rola Anieli Bylińskiej w serialu Prawo Agaty (2013–2015).

## Życiorys
Urodziła się 1984 roku jako córka Doroty i Marka Zawadzkich. W dzieciństwie wychowywała się w Dygowie. W latach 2002–2016 jej ojciec pełnił funkcję wójta gminy Dygowo.
W 2012 roku ukończyła studia na Wydziale Aktorskim Państwowej Wyższej Szkoły Teatralnej im. Ludwika Solskiego w Krakowie. Studiowała m.in. z Dawidem Ogrodnikiem, u boku którego wystąpiła w dramacie Chce się żyć (2013) i Mateuszem Kościukiewiczem, z którym stworzyła parę w filmie Baczyński (2013).

## Kariera
W 2003 roku zagrała debiutancką rolę w filmie Królowa chmur. Od 2012 roku, oprócz ról filmowych, wystąpiła w trzech sztukach na deskach Narodowego Starego Teatru im. Heleny Modrzejewskiej w Krakowie. W marcu tego samego roku w Teatrze Polskim w Warszawie wcieliła się w postać Amelii, w sztuce Mazepa na podstawie tekstu Juliusza Słowackiego.

## Nagrody
W 2011 roku na 36. Festiwalu Polskich Filmów Fabularnych w Gdyni otrzymała nagrodę w kategorii „Debiut aktorski” za rolę Anny w filmie W imieniu diabła. W 2012 roku za ten sam film zdobyła główną nagrodę w kategorii „Najlepsza aktorka” podczas 8. Nowojorskiego Festiwalu Filmów Polskich.

## Filmografia

### Filmy
| Rok  | Tytuł              | Rola                          |
| ---- | ------------------ | ----------------------------- |
| 2003 | Królowa chmur      | pomoc kuchenna w domu starców |
| 2011 | W imieniu diabła   | siostra Anna                  |
| 2012 | Polski film        | Kasia                         |
| 2013 | Chce się żyć       | Magda                         |
| 2013 | Baczyński          | Barbara Drapczyńska           |
| 2015 | Performer          | barmanka                      |
| 2017 | Siostry            | urzędniczka w urzędzie pracy  |
| 2017 | Listy do M. 3      | Zuza                          |
| 2017 | PolandJa           | studentka                     |
| 2018 | Dzień czekolady    | matka Moniki                  |
| 2020 | Bad Boy            | Ola Fogiel                    |
| 2020 | Banksterzy         | Karolina                      |
| 2022 | Prorok             | Magda                         |
| 2023 | Biała odwaga       | żona gubernatora              |
| 2023 | Punkt przywracania | Kristina Kurlstat             |
| 2025 | Dom dobry, sen zły | adwokat Petrycka              |

### Seriale
| Rok       | Tytuł             | Rola                                    | Uwagi                             |
| --------- | ----------------- | --------------------------------------- | --------------------------------- |
| 2005      | Na dobre i na złe | pielęgniarka w klinice profesor Hartman | odc. 242                          |
| 2005      | Daleko od noszy   | pielęgniarka                            |                                   |
| 2008      | Faceci do wzięcia |                                         |                                   |
| 2008      | Klan              | sekretarka                              |                                   |
| 2009      | Tancerze          |                                         | odc. 1, 2                         |
| 2010      | 1942              | Ewa                                     | [ 2 ]                             |
| 2012      | Bez tajemnic      | nabywczyni mieszkania Andrzeja          |                                   |
| 2013–2015 | Prawo Agaty       | Aniela Bylińska                         |                                   |
| 2014      | Ojciec Mateusz    | Helen Bell vel Kate, niania Łazarków    | odc. 152                          |
| 2015      | Na dobre i na złe | Kamila, ciężarna pacjentka              | odc. 616                          |
| 2016      | Powiedz tak!      | Basia Adamczyk                          |                                   |
| 2016      | Strażacy          | Joanna                                  | odc. 11, nie występuje w napisach |
| 2017      | Komisarz Alex     | Sylwia Rajewska                         | odc. 118                          |
| 2018      | Drogi wolności    | Alina Biernacka                         |                                   |
| 2018      | Dabing street     | Kinga                                   |                                   |
| 2020      | Bad Boy           | Ola Fogiel                              |                                   |
| 2021–2023 | Mecenas Porada    | Beata Majerska                          |                                   |
| 2022      | Ojciec Mateusz    | Paulina Dobrowolska                     | odc. 353                          |
| 2023      | Klara             | Kaśka                                   | odc. 7                            |
| 2024      | Komisarz Alex     | profilerka Sylwia Lipska                |                                   |